# Stigsnæs Skov
Stigsnæs Skov er en privat skov der ligger på halvøen Stigsnæs i Sydvestsjælland syd for Skælskør. 
I skoven ligger Stigsnæs Skansen som er et stort overdrevs og strandengområde som indeholder overdrev og fortidsminder.
Den sydlige del af skoven er gennemskåret af Stigsnæs Landevej, der fører fra Skælskør og ned til Stigsnæs Færgehavn der ligger i udkanten af skoven, hvor der er færgeforbindelse til Agersø og Omø.
Ved skoven ligger kraftværket Stigsnæsværket, Stigsnæsværkets Havn samt Stigsnæs Gulfhavn Olie Terminal og resterne af det tidligere olieraffinaderi på Stigsnæs.